# Reazione di Chan-Lam
La reazione di Chan-Lam, conosciuta anche come reazione di Chan-Evans-Lam, è una reazione di cross coupling catalizzata da complessi di rame fra un acido boronico aromatico e un alcol o un'ammina, per formare rispettivamente diaril eteri e ammine aromatiche secondarie. Caratteristiche principali di questa reazione sono il fatto che può essere condotta a temperatura ambiente, senza utilizzare atmosfera inerte (saturando l'ambiente di reazione con azoto o argon gassosi per escludere l'ossigeno), ed evita l'utilizzo del palladio come catalizzatore, di cui si fa uso nella più famosa reazione di Buchwald-Hartwig.

## Storia
Chan, Evans, e Lam hanno pubblicato i loro risultati in letteratura quasi simultaneamente. Il meccanismo, però, è rimasto sconosciuto per molti anni.

## Meccanismo
L'analisi del meccanismo di reazione è complicato dall'instabilità dei complessi di rame utilizzati e dalla natura multicomponente della reazione. La reazione procede tramite la formazione di complessi fra l'atomo di rame e i substrati aromatici. Il complesso intermedio rame(III)-alcossido-substrato o rame(III)-ammide-substrato va incontro a eliminazione riduttiva portando ai prodotti finali, secondo le reazioni:
- Ar−Cu(III)−OR−L2⟶Ar−OR+Cu(I)L2
- Ar−Cu(III)−NHR−L2⟶Ar−NHR+Cu(I)L2

## Esempi
Un esempio dell'utilizzo della reazione di Chan-Lam per sintetizzare un composto biologicamente attivo è riportato sotto:
Il composto 1, un pirrolo, è fatto reagire con l'acido boronico 2, per dare il prodotto 3, poi utilizzato per ottenere il composto finale 4. Notare come il gruppo nitrile dell'acido boronico non avvelena il catalizzatore. La piridina viene usata come ligando per il centro metallico in questa reazione. Nonostante il tempo di reazione sia di 3 giorni, la reazione è stata condotta a temperatura ambiente e senza l'utilizzo di atmosfera inerte, risultando in un'ottima resa del 93%.